# Nedre Hemsjön
Nedre Hemsjön är en sjö i Strömsunds kommun i Jämtland och ingår i Ångermanälvens huvudavrinningsområde. Sjön har en area på 0,695 kvadratkilometer och ligger 513,4 meter över havet. Nedre Hemsjön ligger i Frostvikenfjällen Natura 2000-område. Sjön avvattnas av vattendraget Storån (Risedeån).

## Delavrinningsområde
Nedre Hemsjön ingår i det delavrinningsområde (716214-144205) som SMHI kallar för Utloppet av Nedre Hemsjön. Medelhöjden är 615 meter över havet och ytan är 8,34 kvadratkilometer. Räknas de 34 avrinningsområdena uppströms in blir den ackumulerade arean 71,7 kvadratkilometer. Storån (Risedeån) som avvattnar avrinningsområdet har biflödesordning 3, vilket innebär att vattnet flödar genom totalt 3 vattendrag innan det når havet efter 298 kilometer. Avrinningsområdet består mestadels av skog (72 procent) och kalfjäll (19 procent). Avrinningsområdet har 0,73 kvadratkilometer vattenytor vilket ger det en sjöprocent på 8,7 procent.